# Biro-Biro
Antônio José da Silva Filho, dit Biro-Biro, né le 18 mai 1959 à Olinda (Pernambouc) est un footballeur et entraîneur brésilien.

## Carrière
Biro Biro évolue comme milieu de terrain. Il joue successivement dans les équipes suivantes : Sport Club do Recife, Corinthians Paulista, AD Portuguesa, Guarani Futebol Clube, Coritiba Foot Ball Club, Clube do Remo, Paulista Futebol Clube, Botafogo Futebol Clube et Nacional Atlético Clube. Il remporte notamment avec Corinthians le championnat Paulista en 1979, 1982, 1983, 1988.
Il réalise ensuite une brève carrière d'entraîneur, notamment en 1998 au Grêmio Mauaense (en).